# سیارک ۳۹۴۶۳
سیارک ۳۹۴۶۳ (به انگلیسی: 39463 Phyleus، نامگذاری:1973SZ) سی و نه هزار و چهارصد و شصت و سومین سیارک کشف شده‌است که در ۱۹ سپتامبر ۱۹۷۳ کشف شد.